# Палачи (пьеса)
«Палачи» (англ. Hangmen) — пьеса ирландского драматурга, кинорежиссёра и продюсера Мартина Макдонаха, написанная в 2015 году. Мировая премьера состоялась в Королевском придворном театре (Лондон) в 18 сентября того же года.

## Сюжет
Британец Гарри Уэйд работает палачом. В 1963 году он вешает маньяка по имени Хеннесси, который, заявляя о своей невиновности, проклинает Гарри.
Через два года, когда в Англии отменили смертную казнь, Гарри вместе с женой Элис и пятнадцатилетней дочерью Ширли работают в собственном пабе.
Считая себя палачом № 1, Гарри внезапно узнаёт, что он занимает второе место, так как первое принадлежит Пьерпонту.
В это время паб заполнен закадычными друзьями-подхалимами, а также журналистом, который пытается взять у Гарри интервью об отмене смертной казни. Несмотря на постоянные протесты, что ему нечего сказать для протокола, Гарри в конце концов отводит журналиста наверх и даёт ему обширное интервью, дополненное пренебрежительными замечаниями о палаче номер один в Англии по имени Пьерпонт.
Когда в пабе появляется незнакомец по имени Муни, вызывая ужас у Гарри и его дружков, он спрашивает у его жены нет ли свободных комнат. Элис предлагает ему комнату наверху. Придя в негодование, Муни начинает жутко флиртовать с их дочерью Ширли, он уговаривает её поехать с ним на пляж.
В течение следующего дня Муни заставляет поверить Гарри и Элис в то, что он похитил их дочь Ширли.
Один из посетителей бара Сид, к которому Гарри всегда относился с презрением, вступает в сговор с Муни, чтобы сбить отца Ширли с толку, но становится ясно, что у Муни, на уме нечто большее, чем просто напугать Гарри.
Насмешки Муни в конце концов толкают Гарри и его дружков накинуть ему петлю на шею и посадить на стул, чтобы заставить его раскрыть местонахождение Ширли.
Но внезапно в паб врывается лучший палач Англии Пьерпонт, он хочет поговорить с Гарри по поводу пренебрежительных замечаний, сделанных Гарри в газете. Это вынуждает Гарри и его команду спрятать задыхающегося Муни за занавеской. Когда Пьерпонт в конце концов уходит, Гарри и компания обнаруживают, что Муни повесили за занавеской, что, по-видимому, и было целью Муни с самого начала.
В это время в паб возвращается Ширли, она совершенно невредимая.
Пока друзья размышляют о содеянном, Гарри вспоминает последнюю казнь, совершённую в 1963 году.

## Постановки
- Пермский театр «У Моста» (реж. Сергей Федотов)[2]
- Гоголь-центр (реж. Кирилл Серебренников)[3]
- Новокузнецкий драматический театр (реж. Ярослав Рахманин)[4]